# ژولیت گئورگیان
ژولیت گئورگیان معروف به گئورکوف (ارمنی: Ժուլիէտ Գէորգեան؛ انگلیسی: Jouliet Gevorgian؛ زاده ۲۶ خرداد ۱۳۲۴ در تهران) ورزشکار دو و میدانی ارمنی‌تبار اهل ایران در رشته‌های تخصصی پرتاب وزنه، دیسک و نیزه و شرکت کننده در المپیک توکیو ۱۹۶۴ بود.

## زندگی‌نامه
ژولیت گئورگیان در روز شنبه ۱۶ ژوئن ۱۹۴۵ (۲۶ خرداد ۱۳۲۴) در شهر تهران به دنیا آمد. وی در سال ۱۹۵۵ (۱۳۳۴) عضو انجمن پیش‌آهنگان باشگاه فرهنگی ورزشی آرارات تهران بوده است. فعالیت ورزشی خود را از سال ۱۹۵۹ (۱۳۳۸) در باشگاه ورزشی تاج آغاز کرده است. وی در رشته روابط عمومی و ارتباطات دانشگاه تهران فارغ‌التحصیل شده، به اخذ مدرک لیسانس نائل گشته است.
ژولیت گئورگیان در سال ۱۹۶۴ (۱۳۴۳) به همراه تیم ملی ایران در المپیک توکیو شرکت کرد و وزنه را به مسافت «نه متر و هفده سانتیمتر» پرتاب و در پرتاب دیسک نیز مسافت «سی متر و پنج سانتی‌متر» را بر جای گذاشت.

## کارنامه ورزشی
- مقام سوم کشور در سال ۱۹۵۹ (۱۳۳۸ خورشیدی)
- هشت سال قهرمان کشور بین سال‌های ۱۹۶۱ تا ۱۹۶۸ (۱۳۴۰ تا ۱۳۴۷)
- مقام قهرمانی در رشتهٔ پرتاب وزنه و نایب قهرمانی در رشته‌های پرتاب دیسک و نیزه در مسابقات بین‌المللی ترکیه در سال ۱۹۶۱ (۱۳۴۰)
- شرکت در المپیک توکیو (۱۹۶۴ میلادی)
- مقام قهرمانی در مسابقات بین‌المللی پاکستان در سال ۱۹۶۷ (۱۳۴۶)